# Salda coloradensis
Salda coloradensis är en insektsart som beskrevs av Polhemus 1967. Salda coloradensis ingår i släktet Salda och familjen strandskinnbaggar. Inga underarter finns listade i Catalogue of Life.